# Sven Torbjörn Lagerwall
Sven Torbjörn Lagerwall (* 1934) ist ein schwedischer Physiker, der ferroelektrische Flüssigkristalle erfand.
Er erwarb 1958 seinen Master an der Technischen Hochschule Chalmers und setzte sein Studium am Hahn-Meitner-Institut für Kernforschung in Berlin-Wannsee fort. 1964 erlangte er seinen Ph. D. an der Technischen Universität in Berlin. 
Seit 1966 arbeitete er am Chalmers und ab 1986 als Professor für Physik.
1974/75 begann er am Chalmers mit der Forschung zu Flüssigkristallen. Er nahm damit die theoretischen Arbeiten des Physikers Carl Wilhelm Oseen aus Uppsala aus der Zeit 1920 bis 1933 wieder auf. Zusammen mit Noel A. Clark von der University of Colorado realisierte er 1979 ferroelektrische Flüssigkristalle. 
1995 wurde er zum Mitglied der Königlichen Ingenieurwissenschaftlichen Akademie (Kungliga Ingenjörsvetenskapsakademien) und 1996 zum Mitglied der Königlich Schwedischen Akademie der Wissenschaften erwählt. 
In den letzten Jahren wandte er sein Interesse den antiferroelektrischen Flüssigkristallen zu.

## Veröffentlichungen
- Mobility and diffusion mechanism of argon atoms in single-crystal calcium fluoride; Göteborg, 1966 (Dissertation, Chalmers University of Technology)